# Mission New Worlds

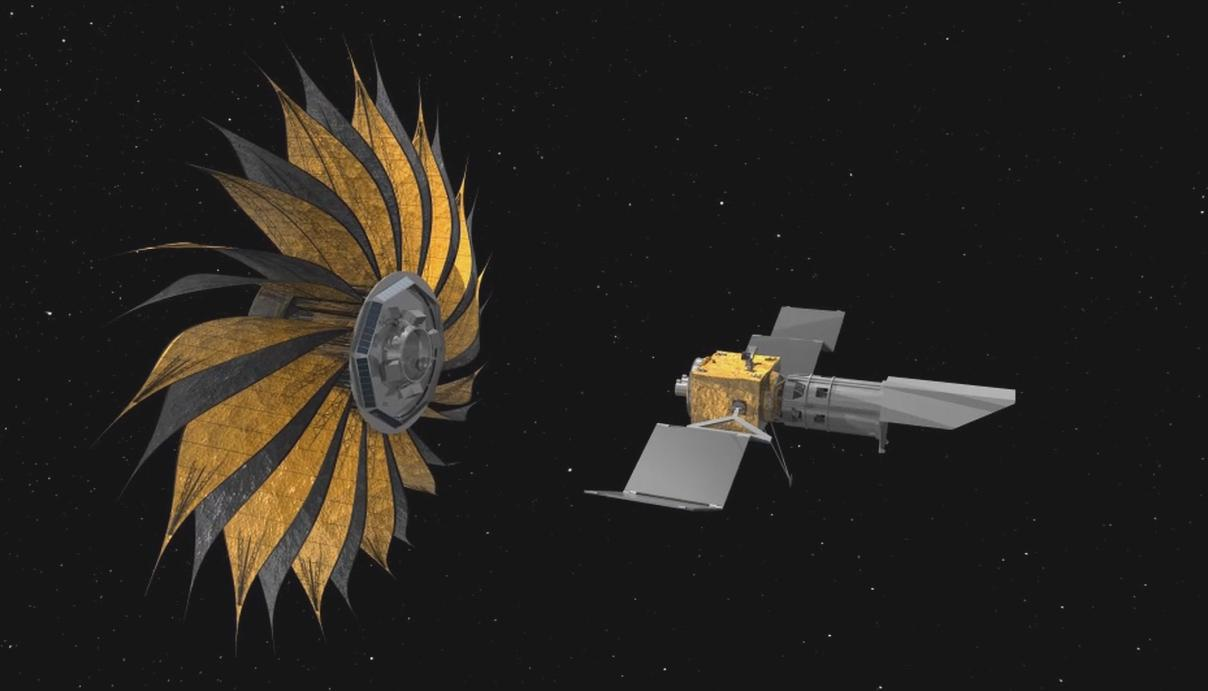
Vue d'artiste du concept utilisé par le projet : un télescope spatial utilise un occulteur pour bloquer la lumière de l'étoile autour de laquelle l'exoplanète gravite.

La mission New Worlds (nouveaux mondes en anglais) est une proposition de mission spatiale étudiée dans les années 2000 par l'agence spatiale américaine, la NASA, dont les caractéristiques techniques permettraient d'étudier directement la lumière des planètes gravitant autour d'autres étoiles (exoplanètes). Son concept repose sur l'association d'un télescope spatial avec un grand système d'occultation (appelé starshade) placé dans l'espace à grande distance de celui-ci (plusieurs dizaines de milliers de kilomètres) et conçu pour bloquer la lumière de l'étoile centrale afin d'observer ses exoplanètes. Les observations pourraient être effectuées avec un télescope spatial existant, comme le télescope spatial James-Webb (JWST) lorsqu'il aura été lancé, ou un télescope optique dédié et travaillant dans le domaine de la lumière visible, avec une conception optimisée pour la recherche de planètes extrasolaires. 

## Historique

### Étude initiale (2005-2008)
Un projet de recherche préliminaire est financé entre 2005 et 2008 par le NASA Institute for Advanced Concepts (NIAC) et dirigé par Webster Cash de l'Université du Colorado à Boulder en partenariat avec Ball Aerospace & Technologies, Northrop Grumman, le Southwest Research Institute et d'autres structures. Depuis 2010, le projet fait l'objet d'une recherche de financements complémentaires par la NASA ou d'autres sources, pour un montant d'environ 3 milliards de dollars américains. Ce montant inclut le financement de son propre télescope de 4 mètres. Une version alternative et moins coûteuse du projet impliquerait une dépense de 750 millions de dollars, ceci pour un seul starshade (système d'occultation d'étoile) qui serait utilisé en conjonction avec le JWST. 

### Étude d'un démonstrateur miniaturisé mDOT (2018-2019)
En 2019 aucune suite n'avait été donnée au projet compte tenu de son cout et des risques découlant des nouvelles techniques mises en œuvre. Mais en septembre 2018 le concept de cette mission est relancé lorsque la NASA décide de financer l'étude détaillée de la mission mDOT (Miniature Distributed Occulter Telescope) une version miniaturisée de New Worlds proposée par Simone D’Amico. Celui-ci est professeur à l'université Stanford et responsable du laboratoire Space Rendezvous Laboratory spécialisé dans la mise en oeuvre de constellations de micro-satellites. Le projet mDOT, qui a pour objectif principal de valider le concept développé avec New Worlds, comprend d'une part un micro-satellite de 240 kilogramme portant un système d'occultation de 3 mètres de diamètre et d'autre part un CubeSat 12U positionné à environ 500 kilomètres du système d'occultation, comportant un télescope de 10 centimètres d'ouverture. Si l'étude financée par la NASA est concluante, le projet, qui est en compétition avec 7 autres propositions de mission, pourrait être développé dans le cadre du programme Explorer. La décision est attendue en 2019,.

## Objectifs
Au moment de la conception de la mission (décennies 2000 et 2010) la détection directe de planètes extrasolaires (ou exoplanètes) était très difficile et l'est toujours. Ceci est essentiellement dû aux faits que :
- Les exoplanètes paraissent extrêmement proches de leur étoile lorsqu'elles sont observées à des distances astronomiques. Même les étoiles les plus proches sont situées à plusieurs années-lumière. Cela signifie que rechercher des exoplanètes revient à observer de très petites distances angulaires à partir de l'étoile, de l'ordre de plusieurs dizaines de millisecondes d'arc. Des angles si petits sont alors impossibles à résoudre à partir du sol terrestre, ceci en raison de la qualité de la visibilité.
- Les exoplanètes ont une luminosité extrêmement faible comparée à celle de leur étoile. Typiquement, l'étoile sera environ un milliard de fois plus brillante que la planète en orbite. Cela rend quasi impossible l'observation des planètes par rapport à l'éclat éblouissant de l'étoile.

La difficulté d'observer des planètes à l'éclat si faible, si proches d'une étoile brillante, est l'obstacle qui a empêché les astronomes de photographier directement les exoplanètes. Au moment de la conception de la mission, seule une poignée d'exoplanètes a été photographiée.
La première exoplanète à avoir été prise en photo, 2M1207 b, est en orbite autour d'une étoile nommée 2M1207. Les astronomes ont été en mesure de photographier cette planète car elle est très inhabituelle, étant située très loin de son étoile à environ 55 unités astronomiques (soit environ deux fois la distance de Neptune par rapport au Soleil). De plus, l'étoile présente elle-même une très faible luminosité car il s'agit d'une naine brune.
Pour surmonter la difficulté à distinguer des planètes aux caractéristiques plus proches de la Terre et situées au voisinage d'étoiles brillantes, la mission New Worlds bloquerait la lumière de l'étoile avec un équipement d'occultation optique appelé starshade. Celui-ci empêcherait la lumière de l'étoile de parvenir à l'observateur, tout en permettant à celle de la planète de passer sans perturbation. Le starshade mesurerait quelques dizaines de mètres et serait probablement constitué de kapton, un matériau léger semblable au mylar.

## Méthodes

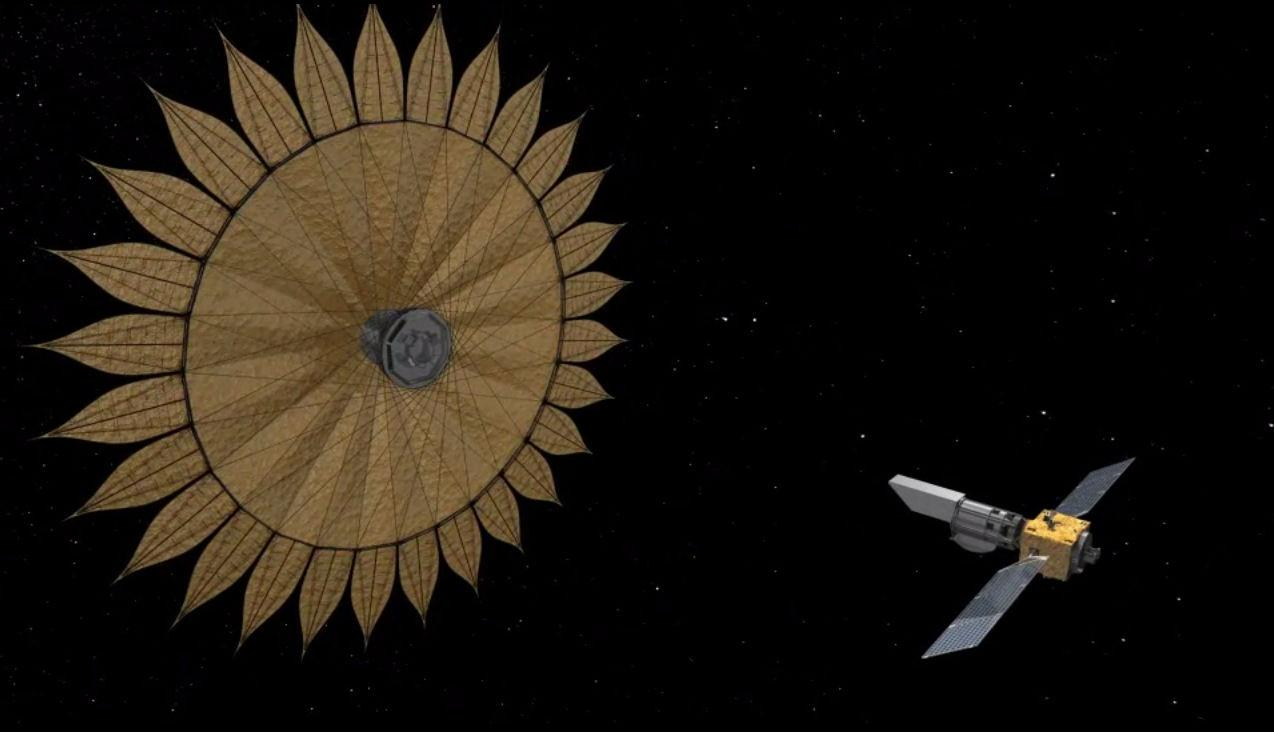
Deux conceptions de l'équipement d'occultation sont envisagés (ici le concept 1 à partir duquel le démonstrateur a été développé.

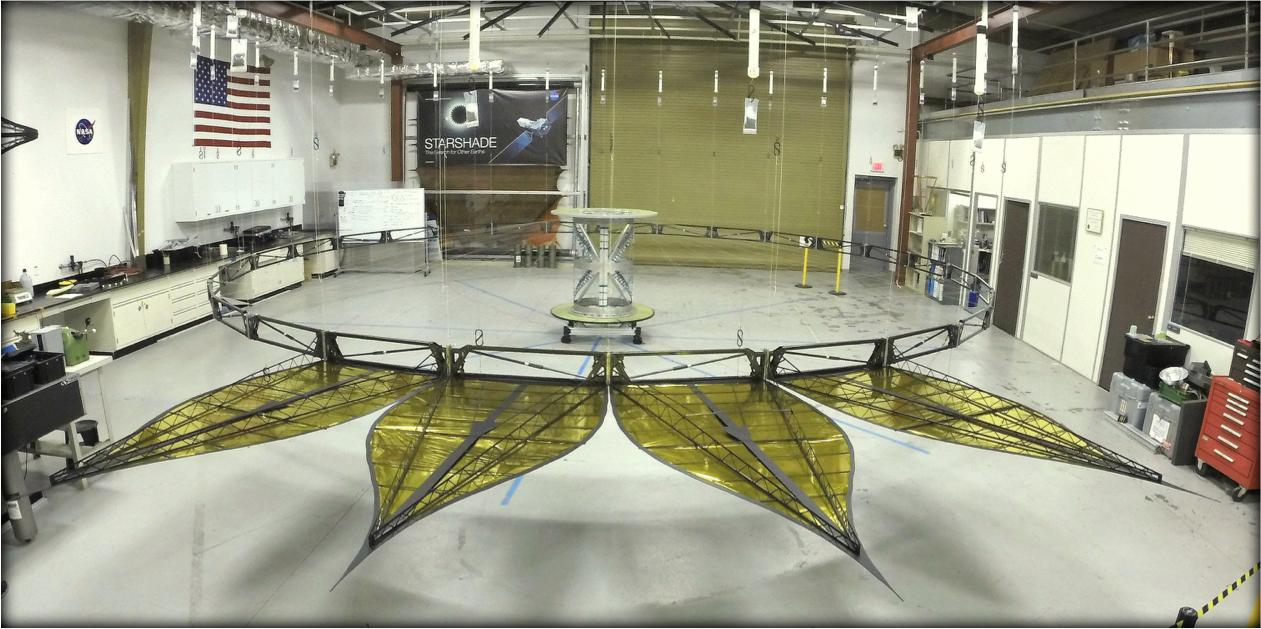
Un démonstrateur partiel à l'échelle 1/2 avec quatre pétales a été développé en 2014 et est exposé ici au JPL.

Les méthodes traditionnelles de détection des exoplanètes reposent sur des moyens indirects de déduire l'existence de corps en orbite. Ces méthodes comprennent :
- l'astrométrie : observation du léger mouvement propre de l'étoile dû à l'influence gravitationnelle d'une planète proche ;
- l'observation des variations Doppler du spectre des étoiles, dues à leur mouvement ;
- l'observation des variations de luminosité de l'étoile tandis qu'une planète extrasolaire transite devant cette même étoile, empêchant une partie de la lumière d'atteindre l'observateur ;
- le chronométrage de pulsars (des exoplanètes pouvant orbiter autour de pulsars, comme c'est le cas du système planétaire de PSR B1257+12) ;
- la détection par effet de microlentille gravitationnelle ;
- l'observation des radiations dans le domaine infrarouge de disques circumstellaires.

Toutes ces méthodes fournissent des preuves convaincantes de l'existence de planètes extrasolaires, néanmoins aucune ne fournit de réelles images des planètes en question.

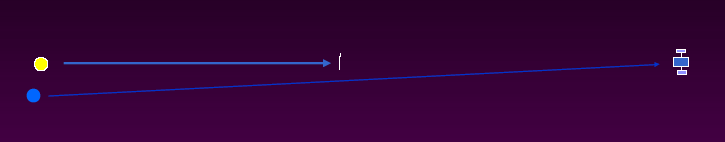
Le cercle jaune représente l'étoile, dont la lumière est bloquée par l'équipement d'occultation. Le cercle bleu représente la planète, dont la lumière passe jusqu'à l'observateur sans perturbation.

Le but de la mission New Worlds est de bloquer la lumière en provenance d'étoiles proches avec un équipement d'occultation. Ceci permettrait l'observation directe des planètes en orbite. L'équipement d'occultation serait une grande feuille discoïdale placée à des milliers de kilomètres dans la ligne de visée. Le disque mesurerait vraisemblablement plusieurs dizaines de mètres de diamètre. Le dispositif est conçu pour tenir sous la coiffe d'un lanceur existant et serait déployé après le lancement.
Une difficulté avec ce concept est que la lumière en provenance de l'étoile cible se diffracterait autour du disque et qu'il se produirait une interférence constructive le long de l'axe central. Ainsi, la lumière de l'étoile serait toujours aisément visible, rendant la détection de planète impossible. Ce concept d'occulteur fut initialement théorisé par Siméon Poisson afin de démontrer que la théorie ondulatoire de la lumière était fausse, car il pensait que l'existence d'un point brillant au centre de l'ombre n'avait aucun sens. Toutefois François Arago vérifia expérimentalement l'existence de la tache de Fresnel. Heureusement, cet effet peut être annulé en donnant une forme particulière de l'équipement d'occultation. En ajoutant des pétales de forme spécifique sur le bord externe du disque, la tache de Fresnel disparaîtra, permettant ainsi de supprimer la lumière de l'étoile.
Cette technique rendrait la détection planétaire possible pour des étoiles se situant approximativement à 10 parsecs de la Terre (environ 32 années-lumière). On estime qu'il pourrait y avoir jusqu'à plusieurs milliers d'exoplanètes dans ce volume d'espace. Le starshade est similaire à un Aragoscope mais ne soit pas être confondu avec cette dernière proposition de dispositif, conçue pour utiliser la diffraction de la lumière autour d'un disque  parfaitement circulaire afin de produire une image. Le starshade est, quant à lui, un projet de coronographe en forme de fleur de tournesol qui a été conçu pour bloquer la lumière stellaire qui interfère avec l'observation d'autres mondes au télescope. Les « pétales » de la forme en « tournesol » du starshade sont conçus pour éliminer la diffraction qui est au contraire la caractéristique centrale d'un Aragoscope.
Le starshade est un dispositif optique conçu par Webster Cash, un astrophysicien du Center for Astrophysics and Space Astronomy (Centre pour l'Astrophysique et l'Astronomie Spatiale) de l'Université du Colorado.
Le véhicule spatial proposé est conçu pour fonctionner en tandem avec un télescope spatial comme le télescope spatial James-Webb ou un nouveau télescope spatial de 4 mètres.
Il évoluerait à 72 000 km en face d'un télescope spatial (entre le télescope et une étoile cible) et approximativement à 238 000 km de la Terre, en dehors de l'orbite héliocentrique de notre planète. Une fois déployé, le starshade ressemble à une fleur de tournesol, avec des protubérances pointues tout autour de sa circonférence. Le starshade agit comme un très grand coronographe : il bloque la lumière d'une étoile distante, rendant plus aisée l'observation des planètes associées. Le starshade pourrait réduire la lumière collectée des étoiles brillantes d'un facteur aussi élevé que 10 milliards. La lumière s'échappant autour des bords serait utilisée par le télescope tandis qu'il scannerait le système à la recherche d'exoplanètes. Avec la réduction de l'éblouissante lumière, les astronomes seront en mesure d'inspecter les atmosphères d'exoplanètes situées à des dizaines de trillions de kilomètres, à la recherche de potentielles signatures de vie extraterrestre.

## Objectifs de la mission
La mission New Worlds vise à découvrir et analyser des exoplanètes :
1. Détection : dans un premier temps, à l'aide du télescope spatial et du starshade (équipement d'occultation), les systèmes exoplanétaires seront directement détectés.
2. Cartographie du système : à la suite de la détection, il s'agirait de cartographier directement les systèmes planétaires par la détection distincte de la lumière des planètes par rapport à l'étoile parente. Avec une image d'une qualité suffisante, les planètes apparaîtraient comme des objets individuels semblables à des étoiles. Une série d'images du système planétaire permettrait la mesure des orbites des planètes, tandis que la luminosité et les couleurs principales des planètes fourniraient de l'information sur leur nature.
3. Études des planètes : à ce stade, une étude détaillée de chaque planète aurait lieu. Avec un faible niveau de bruit et un signal modeste, de la spectroscopie et de la photométrie pourraient être réalisées. La spectroscopie permet de se livrer à une analyse chimique des atmosphères et des surfaces planétaires, lesquelles pourraient détenir les indices de l'existence d'une vie extraterrestre ailleurs dans l'Univers. La photométrie montrera la variation de couleur et d'intensité alors même que les caractéristiques de surface entreront et sortiront en tournant dans le champ d'observation, permettant la détection des océans, continents, calottes polaires et nuages.
4. Imagerie planétaire : un « saut quantique » dans la capacité est nécessaire pour réaliser une véritable imagerie planétaire. Cependant, les techniques d'interférométrie montrent que c'est, en principe, possible à accomplir. Cinquante à cent pour cent de la surface d'une planète pourraient théoriquement être cartographiés, selon l'inclinaison orbitale de la planète.
5. Étude planétaire : l'étape finale dans l'analyse d'une planète extrasolaire serait la capacité à étudier ces mondes lointains de la même manière que les systèmes d'observation de la Terre étudient la surface de notre planète. Un tel télescope devrait être extrêmement grand, afin de collecter suffisamment de lumière pour résoudre et analyser de petits détails sur la surface de la planète. Cependant, de telles études ne se situent pas dans un futur proche, car capturer le signal requis nécessite une surface collectrice de plusieurs kilomètres carrés.

En plus de trouver et analyser des planètes telluriques, il sera également possible de découvrir des géantes gazeuses. La mission New Worlds trouvera aussi des exolunes et des anneaux autour des planètes extrasolaires. Elle étudiera ces lunes et anneaux en détail et découvrira si ces lunes peuvent également supporter la vie si, par exemple, elles orbitent autour d'une géante gazeuse évoluant elle-même dans la zone habitable de son étoile parente.

## Architecture du télescope
Plusieurs architectures sont envisagées pour la mission New Worlds :
1. New Worlds Discoverer (Découvreur de Nouveau Mondes) repose sur l'utilisation un télescope spatial existant (comme le télescope spatial James-Webb qui doit être lancé au printemps 2019). La taille du starshade pourrait être optimisée pour le télescope observateur.
2. New Worlds Observer (Observateur de Nouveaux Mondes) utilise un télescope dédié à construire en plus du starshade. Il est également envisagé d'utiliser deux starshades : l'un serait utilisé pour effectuer des observations tandis que le second se déplacerait pour l'observation suivante. Cette configuration permettrait de réduire le délai entre l'observation de deux systèmes planétaires et permettrait d'observer bien plus de cibles durant le temps de la mission[2].
3. New Worlds Imager (Imageur de Nouveaux Mondes) utiliserait de nombreux couples télescope spatial / starshade dont la lumière serait combinée pour obtenir une meilleure résolution. Ceci permettrait aux observateurs d'effectuer des observations directes de la planète et d'obtenir une véritable imagerie planétaire.

Si elle était financée et lancée, la mission durerait 5 ans.